# GB Framåt
GB Framåt Transport AB är ett åkeri i Göteborg som utför transporter inom Göteborgsregionen samt lagring och omlastning. Transporterna inkluderar budtransporter, godstransporter, paketgods och småtransporter.  Företaget har drygt 110 fordon till sitt förfogande, varav åtta är så kallade biogasbilar, och omkring 110 anställda (2009). Senaste åren har IT-systemen uppgraderats.
GB Framåt är resultatet av en fusion av två äldre Göteborgsåkerier, GB (Gösta Berntsson) och Framåt Transport. Båda dessa åkerier grundades 1923, och slogs ihop 1985. Idag ägs GB Framåt av Varbergs Bilexpress. Den i särklass största kunden till företaget är DHL. I augusti 2009 flyttade företaget till nya lokaler på Importgatan i Hisings Backa, där kommer man bland annat att förfoga över 2500 m² terminal- och lageryta och är granne med den nya DHL-terminalen.
Åkeriet har ett nära samarbete med transportgymnasiet Bräcke samt Grönlunds trafikskola, vilket bland annat inkluderar praktik och körträning hos företaget.